# Filó d'Atenes
Filó (en llatí Philon, en grec antic Φίλων) fou un polític atenenc que es va oposar a la llei que havia dictat Sòfocles de Súnion per la qual cap filòsof podria ensenyar filosofia a Grècia sense consentiment de la Bulé (βουλή), cosa que va provocar la fugida de Grècia de Teofrast i altres filòsofs. Per contra, aquesta llei la va defensar Demòcares, nebot de Demòstenes.
Filó se'n va sortir i l'any següent els filòsofs van poder retornar a la ciutat i reprendre les ensenyances, i Demòcares va haver de pagar una multa de cinc talents. Aquests fets probablement van passar l'any 316 aC o el 307 aC, ja que Ateneu de Nàucratis diu que era en temps de Demetri, que podria ser Demetri Poliorcetes o Demetri de Falèron.